# Округ Кук (Минесота)
Округ Кук (енгл. Cook County) је округ у америчкој савезној држави Минесота.

## Демографија
По попису из 2010. године број становника је 5.176, што је 8 (0,2%) становника више него 2000. године.
| Група             | 2000.         | 2010.         |
| Белци             | 4.609 (89,2%) | 4.528 (87,5%) |
| Афроамериканци    | 15 (0,3%)     | 17 (0,3%)     |
| Азијати           | 17 (0,3%)     | 27 (0,5%)     |
| Хиспаноамериканци | 39 (0,8%)     | 58 (1,1%)     |
| Укупно            | 5.168         | 5.176         |